# 医学的コンセンサス
医学的コンセンサス（Medical consensus）とは、根拠に基くことと、最先端の科学的な知識に従う代表的な専門家の集団による、その時点での医学的な知識のある特定の側面における公式声明である。
一般的には、医学団体や政府機関が専門家を招集した独立委員会によって作成される。この合意声明 (Consensus statement) は定期的に再評価される必要がある。
合意声明は、最先端の公式声明の別の種類である、診療ガイドラインとは異なる。アメリカ国立衛生研究所 (NIH) によれば、合意声明は日常的な医療実務と、研究上の新しい情報との統合であり、実務上のガイドラインやアルゴリズムは提示されない。

## 歴史
1977年から2013年まで、アメリカ国立衛生研究所 (NIH) は毎年5、6のコンセンサスパネルを推し進め、NIHの疾病予防事務局(Office of Disease Prevention:ODP)による特別な合意開発計画によって、知識を組織してきた。アメリカ合衆国予防医学専門委員会や米国医学研究所、コクラン共同計画などの他の組織に敬意を表して、2013年に撤退した。